# Semudobia betulae
Semudobia betulae är en tvåvingeart som först beskrevs av Johannes Winnertz 1853.  Semudobia betulae ingår i släktet Semudobia och familjen gallmyggor. Inga underarter finns listade i Catalogue of Life.